# Каламет-Норвелт (Пенсилванија)
Каламет-Норвелт (енгл. Calumet-Norvelt) град је у америчкој савезној држави Пенсилванија.

## Демографија
По попису из 2000. године број становника је 1.682.
| Група             | 2000.         | 2010.    |
| Белци             | 1.664 (98,9%) | 0 (0,0%) |
| Афроамериканци    | 6 (0,4%)      | 0 (0,0%) |
| Азијати           | 0 (0,0%)      | 0 (0,0%) |
| Хиспаноамериканци | 8 (0,5%)      | 0 (0,0%) |
| Укупно            | 1.682         | 0        |